# Dömsöd
Dömsöd nagyközség Pest vármegye délnyugati részén, a Ráckevei járásban.

## Fekvése
A település közúton az 51-es főúton, vonattal a Budapest–Kelebia-vasútvonalon érhető el, 
Dömsöd vasútállomás a településtől kb. 6 km-re, Apaj mellett van. Szomszédos települése északon Kiskunlacháza, keleten Apaj, délen Tass, a Ráckevei-Duna túloldalán pedig nyugaton Makád, északnyugaton Szigetbecse. A Csepeli-síkon elhelyezkedő községet nyugatról a Ráckevei-Duna határolja, emiatt a térség egyik meghatározó fürdő- és horgászparadicsomává nőtte ki magát, gyakran a „Stégek városaként” emlegetik.

## Története
Dömsöd község környékén már a legrégibb időkben is kiváló gyümölcsöt termeltek. Néhány dokumentum a község nevét is ebből származtatja. Az oklevelekben említett Demsed, Dumsud, majd 1271-ben kelt irat szerint Gumschud a gyümölcsöd szóval volna azonos. Az utolsó Árpád házi királyok idején királynői birtok volt. 1424-ben Zsigmond király adományozta Czilley Borbálának Hunyadi János kormányzása idején. Dömsöd Kalmár Dénes udvari ember tulajdonában volt. Mátyás király halála után pedig 1492-ben a Rozgonyi család volt itt a földbirtokos. A török hódoltság alatt sokat szenvedett a község népe. A törökök kiűzése után a gróf Koháry család kapja birtokul, ők a Beleznay családnak adták zálogba, majd a Podmaniczky család birtoka volt egészen az 1848–49-es forradalom és szabadságharc idejéig.
Leírás Dömsödről a 18. század végén:
```
„Népes jó magyar falu Pest Várm. földes Ura Gróf Koháry Uraság, lakosai katolikusok, többen reformátusok, fekszik a’ Duna mellett, Rátzkevitöl nem meszsze, Peregnek szomszédságában, ’s ennek filiája, nevezetes folyó tó vagyon mellette, melly Cserárkának neveztetik, és szép szigete, melly termő gyümöltsös fákkal díszesíttetik, gáttya is van, hogy a’ Duna kiöntése ellen oltalmazhassák magokat, határja gazdag, tulajdonságai hasonlók, Duna Vetse mező Városának minéműségéhez, ámbár a’ víz áradás néha nevezetes ártalmára van, mindazáltal jeles vagyonnyaihoz képest, első Osztálybéli.”
 
(
Vályi András
: 
Magyar országnak leírása
, 
1796
–
1799
)
```

Dömsöd két községből, Dab és Dömsöd egyesítéséből jött létre 1939. január 1-jén. Dabról már 1313 óta vannak adatok, mely szerint a dabi nemzetség telepedett itt meg. 1453-ban már a Sáry család birtokolja a területet, mint földbirtokos. A község nem pusztult el a török uralom alatt sem. 1695. évi feljegyzés szerint ekkor egy fél porta aranyában adózik az államnak. A református egyház 1852-ben alakult meg. A község pecsétje 1686-ból származik, 'Dabi falu pöcsétje'. 1720-as összeírás szerint 29 jobbágytelek volt a község területén. 1803-ban épült a református egyház temploma, amelyben több értékes kegytárgyat őriztek. A községet ebben az időben főleg magyarok lakták. A múlt század elején Nagy István Pest vármegyei főjegyző nagy kiterjedésű gyümölcsöst létesített, melynek nyomait a mai napig a késői utódok őrzik. A századforduló nagybirtokosai gr. Ráday, Boemelburg és a Papp családok voltak.
A két világháború itt is megtizedelte a férfiakat. A község megtartó ereje, eltartó képessége a jó minőségű földekben, az állattartásban volt. A tsz. szerveződés első hulláma 1949–50-ben lezajlott, átrendezve a tulajdonviszonyokat. Az államosítás sok kis- és középbirtokost tett nincstelenné és ez a folyamat az 1956-os forradalom leverése után csak felerősödött. 1960 után erős mezőgazdasági szövetkezetek jöttek létre, amelyek az 1970-es években egyesültek Dózsa Termelőszövetkezet néven, mely országos elismerést szerzett.
1990-ig a műszaki infrastruktúra elenyésző mértékben fejlődött a faluban, ezt követően azonban felgyorsult. Az elmúlt egy évtized alatt megvalósult a település földgázzal történő ellátása, kiépült a távhívásos telefonhálózat. A falu határában megépült a 11 település kommunális hulladékát befogadó, európai színvonalú, regionális szilárd hulladéklerakó telep, az elmúlt évben elkészült a szennyvízcsatorna hálózat.
A település jelenlegi népességszáma meghaladja a 6400 főt. Ez a szám a nyári időszakban megduplázódik az idegenforgalom miatt.

## Közélete

### Polgármesterei
- 1990–1994: Dr. Sitnikiewicz László (független)[3]
- 1994–1998: Kudar Zsigmondné (független)[4]
- 1998–2002: Kudar Zsigmondné (független)[5]
- 2002–2006: Kudar Zsigmondné (független)[6]
- 2006–2010: Bencze István (független)[7]
- 2010–2014: Bencze István (független)[8]
- 2014–2019: Bencze István Erik (független)[9]
- 2019–2024: Bencze István (független)[10]
- 2024– : Tarr-Sipos Zsuzsa (független)[1]

## Népesség
A település népességének változása:
| Lakosok száma | 5795 | 5763 | 5694 | 5955 | 6013 | 6074 | 6020 |
|               | 2013 | 2014 | 2018 | 2021 | 2022 | 2023 | 2024 |

A 2011-es népszámlálás során a lakosok 90,4%-a magyarnak, 4,8% cigánynak, 0,3% németnek, 0,2% románnak mondta magát (9,5% nem nyilatkozott; a kettős identitások miatt a végösszeg nagyobb lehet 100%-nál). A vallási megoszlás a következő volt: református 35,2%, római katolikus 31,1%, evangélikus 0,3%, görögkatolikus 0,2%, felekezeten kívüli 10,6% (20,9% nem nyilatkozott).
2022-ben a lakosság 85,5%-a vallotta magát magyarnak, 1,8% cigánynak, 0,7% németnek, 0,4% románnak, 0,2% lengyelnek, 0,1-0,1% bolgárnak és ukránnak, 2,1% egyéb, nem hazai nemzetiségűnek (14,3% nem nyilatkozott; a kettős identitások miatt a végösszeg nagyobb lehet 100%-nál). Vallásuk szerint 23,5% volt református, 19,1% római katolikus, 0,3% görög katolikus, 0,2% evangélikus, 1% egyéb keresztény, 0,6% egyéb katolikus, 11,7% felekezeten kívüli (43,3% nem válaszolt).

## Itt születtek, itt éltek
- Balassi Bálint – 1582-ben mint egri huszárhadnagy részt vett az egri katonák dömsödi hadi vállalkozásában.
- Gerenday Antal – szobrász itt született 1818. március 15-én.
- Szekeres Nóra – magyar színész, műsorvezető.
- Petőfi Sándor szülei itt laktak 1846. május elejétől augusztus közepéig, a mai Petőfi u. 15-ös számú házban, ahol a költő gyakran meglátogatta őket. 1846. május közepétől néhány hétig a mai Bajcsy-Zsilinszky Endre u. 6. számú házban lakott, ahol szülei szobát béreltek számára. Itt írta a „Száműztem magam…”, a „Salgó” és a „Levél Várady Antalhoz” című költeményeit.

## Sportélete
- 2016 nyarán alakult meg az utánpótlás-neveléssel foglalkozó Dömsödi Kajak-Kenu Sportegyesület.[13]
- A Dömsöd SE 2020-ban a megyei 3. osztályú bajnokságban szerepelt, Kritovszki Zoltán irányításával. 2024-ben ugyanabban az osztályban játszik, de irányítójuk ez évben már Szanyó Tibor.

## Nevezetességei
- Az 1775-ben épült, műemléknek minősülő dömsödi református templom, amely egyhajós, copf stílusú épület. Építése 1774-ben kezdődött, majd a tornya elkészültével 1776-ban fejeződött be.
- A dabi református templom 1803-ban készült el, de a ma is látható tornyát csak 1824-ben fejezték be. Az épület egyhajós, dísztelen, amely klasszicista stílusban lett berendezve.
- A katolikus templom – tekintve, hogy a falu lakosságának többsége református vallású – csak 1928-ban épült meg neogótikus stílusban. Az épületen több mívesen kidolgozott ólomüveg ablak található.

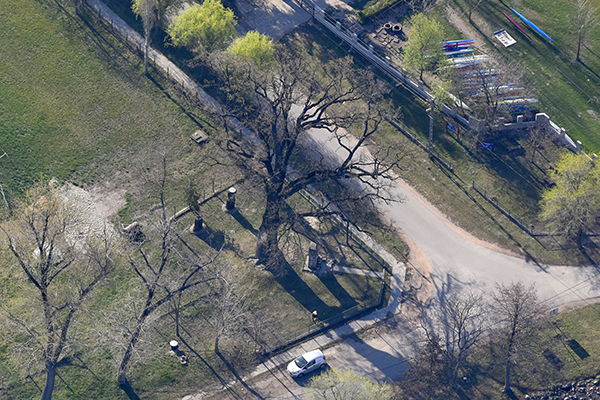
Dömsöd – Petőfi-fa légi felvételen

- A Községháza 1873-ban épült, a mai napig eredeti rendeltetésének megfelelően hasznosul, ma a Dömsöd Nagyközség Polgármesteri Hivatala. Az épület előtt gondozott park van, amelynek fái alatt található meg az első és második világháborúban elesett hősök emlékműve.
- Petőfi Sándor szülei, illetve maga a költő is 1846–1847-ben Dömsödön élt, és alkotott. Itt született – többek között – a „Levél Váradi Antalhoz”, illetve a „Piroslik már a fákon a levél" című vers is. A költő emlékét őrzi a település központjában megtalálható Petőfi Múzeum, amelynek épülete műemlék.
- A Petőfi-fa egy, a Duna partján megtalálható, hatalmas tölgyfa, amelynek lombja árnyékában vetette a költő papírra „Piroslik már a fákon a levél” című csodálatos költeményét.
- Dömsöd egykori birtokosainak, a Hajós családnak hamvait őrzi a Hajós kripta épülete, amely Ybl Miklós tervei alapján készült.
- 2000 óta a faluban látható a Báthory Júlia Üveggyűjtemény

## Testvérvárosai
- Knüllwald ( Németország)
- Fűr ( Szlovákia)
- Gyergyócsomafalva ( Románia)

## Képgaléria

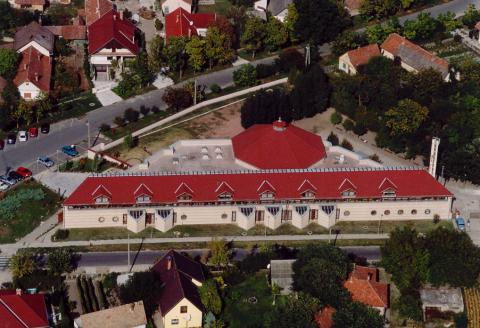
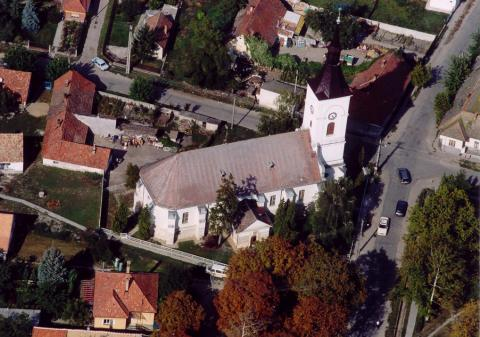
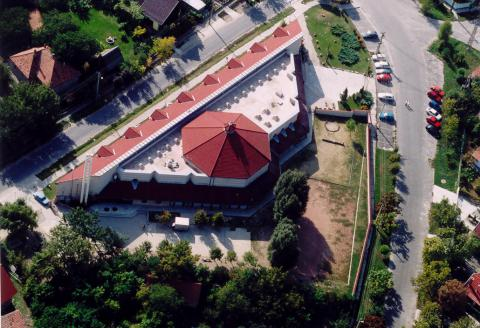

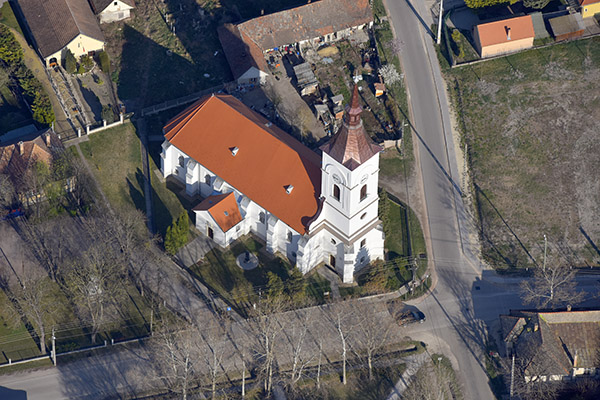
Református templom – légi felvételen
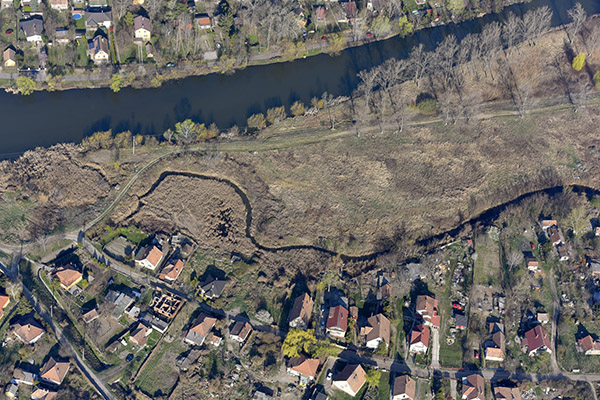
Dömsöd, légi fotó
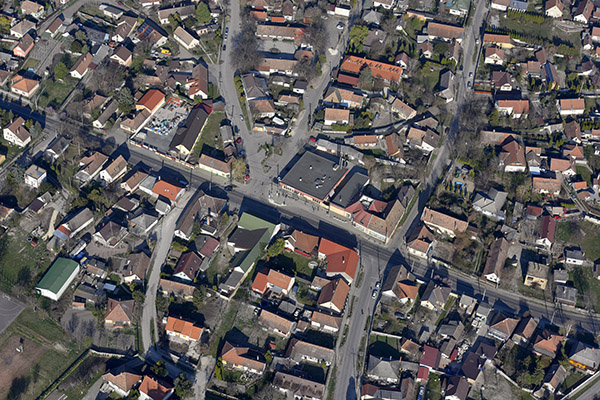
Dömsödi utcák a magasból
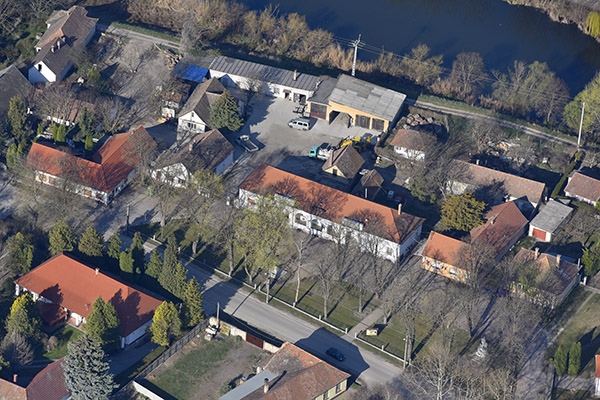
Dömsöd légi felvételen
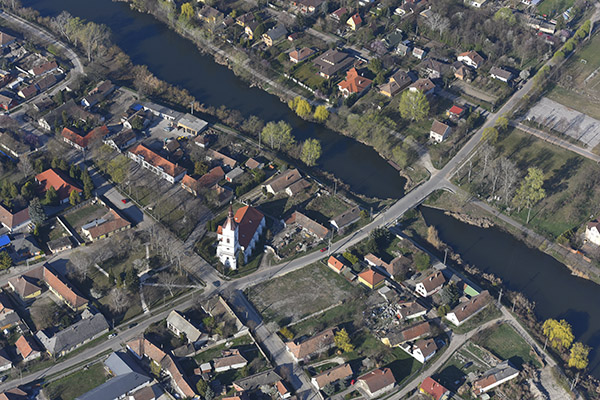
Dömsöd, templom és híd a levegőből
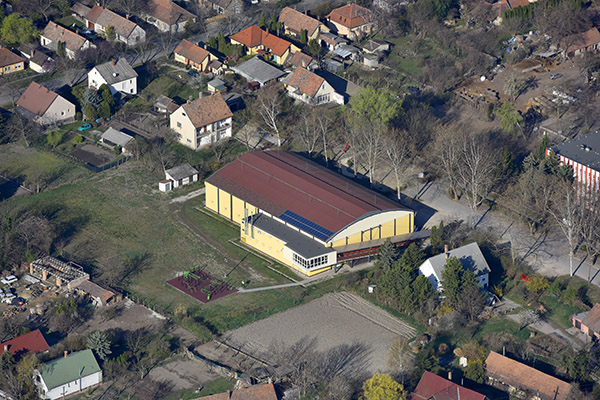
Légi felvétel (Dömsöd)
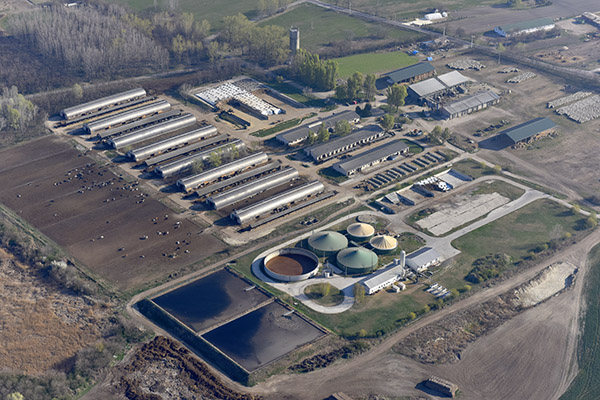
Légi fotó (Dömsöd)
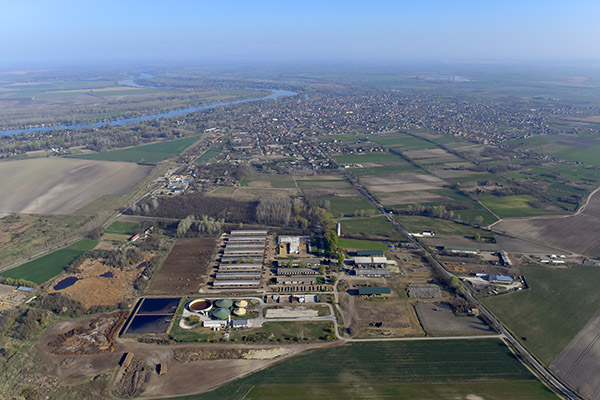
Dömsöd, látkép madártávlatból
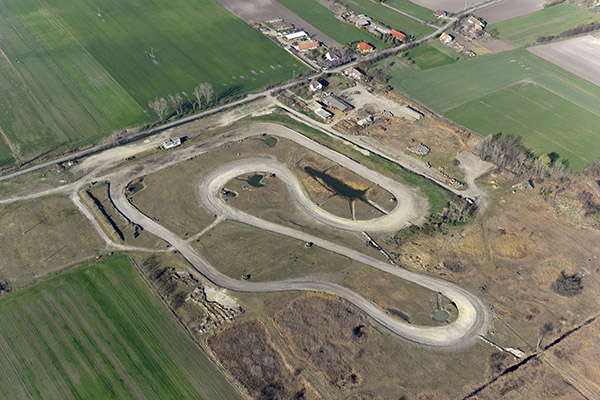
Autócross aréna, Dömsöd (légi fotó)